# Belford Roxo

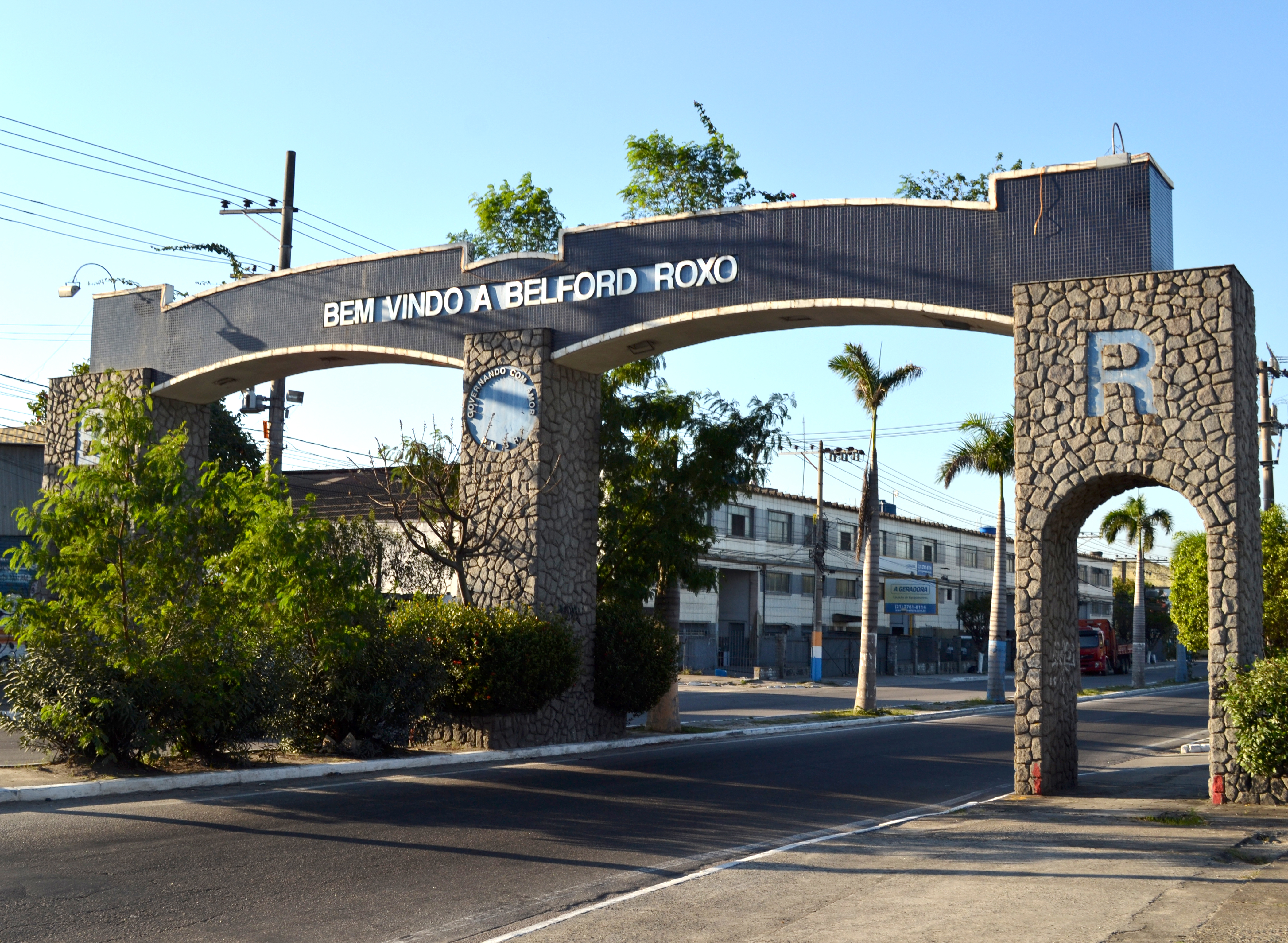
Belford Roxo.

Belford Roxo este un oraș în unitatea federativă Rio de Janeiro (RJ), Brazilia.